# Эро, Северин
Северин Эро (фр. Séverine Eraud; род. 24 февраля 1995, Шатобриан) — французская велогонщица. Чемпионка Франции, победительница чемпионатов мира и Европы среди юниоров.

## Биография
Северин Эро выросла на семейной ферме в Гаврэ в семье велосипедистов, ее отец Жан-Луи и старший брат Жюльен участвовали во многих гонках на региональном уровне. Младшая сестра Клеманс стала шестой в индивидуальной гонке на чемпионате Франции среди юниоров в 2015 году.
Северин выступает за клуб Etoile Cycliste du Don в Марсак-сюр-Дон. Она стала чемпионкой Франции 2012 года среди юниоров в индивидуальной гонке. В 2013 году она трижды стала чемпионкой в индивидуальной гонке на юниорском уровне — сначала на чемпионате Европы, затем снова на чемпионате Франции, а потом на чемпионате мира. Свой первый профессиональный контракт она подписала с французской командой Poitou-Charentes Futuroscope 86 в 2015 году.
В 2018 году стала победительницей гонки Фландерс Ледис Классик — Софи де Вёйст.
В конце июля 2019 года она была включена в сборную Франции на чемпионат Европы по шоссейному велоспорту, где стала 14-й в индивидуальной гонке и 48-й в групповой гонке. Выиграла чемпионат Франции в индивидуальной гонке.